# GRS80
Het Geodetisch Referentiesysteem 1980 (GRS80) is een geocentrische referentie-ellipsoïde, een wiskundig model voor de vorm en grootte van de Aarde dat werd aangenomen op de XVIIe Algemene vergadering van de Internationale Unie voor Geodesie en Geofysica (IUGG).
Steeds meer landen die vroeger een afwijkende ellipsoïde gebruikten als basis voor hun geodetisch coördinatensysteem gebruiken nu de GRS80 referentie-ellipsoïde.
De GRS80-ellipsoïde vormt de basis voor het Internationale Terrestrische Referentiesysteem (ITRS) en het Europese Terrestrische Referentiesysteem 1989 (ETRS89).

## Ellipsoïde
| Ellipsoïde | Halve lange as (a) | Halve korte as (b)      | Inverse afplatting (1/f)    |
| ---------- | ------------------ | ----------------------- | --------------------------- |
| GRS 80     | 6 378 137,0 m      | 6 356 752,314 140 347 m | 298,257 222 100 882 711 243 |

Parameters
{\displaystyle a=} equatoriale radius (lange as)
{\displaystyle b=} polaire radius (korte as)
Afplatting
De afplatting wordt als volgt gedefinieerd:
{\displaystyle f={\frac {a-b}{a}}}

## België en Nederland
GRS80 is de basis voor de berekening van de Lambert 2005-coördinaten. Voor Nederlandse Rijksdriehoekscoördinaten wordt een andere ellipsoïde gebruikt. Beide coördinatenstelsels zijn echter gekoppeld aan ETRS89.

## Andere referentie-ellipsoïdes
De WGS 84-ellipsoïde heeft een iets langere korte as, en wordt gebruikt wordt door het gps-systeem. De afwijkingen tussen GRS 80- en WGS 84-ellipsoïde zijn kleiner dan een mm. De verschillen tussen het WGS 84-coördinaten en ITRS-coördinaten zijn echter groter maar beperken zich tegenwoordig tot enkele cm.